# اکیازی
اکیازی (به لاتین: Akyazı) یک سکونتگاه مسکونی در ترکیه است که در استان سقاریه واقع شده‌است.